# عمر غازي
عمر غازي عواقلة لاعب كرة قدم أردني محترف من مواليد عام 1984، يلعب حاليا في خط وسط الفيصلي الأردني منتقل من نادي الرمثا وتم إعارته إلى نادي اتحاد الرمثا منتصف موسم 2008 / 2009. على أن يعود للفيصلي مع بداية الموسم القادم 2009 / 2010، وقد تم شراؤه بمبلغ 120 ألف من نادي الرمثا لنادي الفيصلي.